# Ašur-ubalit II.
Ašur-ubalit II. (asirsko Aššur-uballiṭ II) je bil zadnji kralj Novoasirskega cesarstva, ki je nasledil Sin-šar-iškuna in vladal od leta 612/611 do 609 pr. n. št., * ni znano , † ni znano.
Ime je vzel po enem od  svojih predhodnikov Ašur-ubalitu I. (vladal 1353-1317 pr. n. št.), asirskem kralju, ki je uničil cesarstvo Mitani, porazil Hetitisko cesarstvo in ustanovil Srednjeasirsko cesarstvo (1365 pr. n. št.–1020 pr. n. št.). Povsem jasno je, da je pripadal asirski vladarski rodbini in bil pred prihodom na prestol tartan (general) asirske vojske, nekaj nejasnosti pa je povezanih  s tem ali je bil Sin-šar-iškunov brat  ali ne.

## Vladanje
Ašur-ubalit II. se ni uklonil Kjaksarju in Nabopolasarju in ni sprejel vloge njunega vazala. Ko je njegovo prestolnico Ninive oblegala združena babilonsko-kaldejsko-medijsko-perzijsko-skitsko-kimerska vojska, je prebil blokado in od leta 612 pr. n. št. do okoli 609 pr. n. št.  vladal iz zadnje asirske prestolnice Haran.
V zavezništvu z egipčansko 26. dinastijo, katero so ustoličili Asirci, je Ašur-ubalitova izčrpana vojska nekako uspela še štiri leta po padcu Niniv braniti Haran in ostanek Asirskega cesarstva pred napadi združene babilonsko-medijsko-skitske-kimerske vojske. Po porazu egipčanske vojske in njeni vrnitvi v Egipt leta 610 pr. n. št., so Babilonci, Medijci in Skiti leta 609 uspeli osvojiti Haran in ga opleniti.
Limmu, državni uradnik, ki je bil imenovan na začetku vsakega novega leta, je bil imenovan čisto na koncu Ašur-ubalitove vladavine. Zadnje leto njegove vladavine  (609 pr. n. št.), ki se je po limmuju imenovalo Gargamishayu   (Karkemiševo), je bilo zadnje v zgodovini, ki je imelo asirsko ime.

## Usoda
Ašur-ubalitu II. je tudi tokrat uspelo prebiti se iz obleganega mesta in ponovno poklicati na pomoč svojo kolonijo Egipt. Na pomoč mu je prišla egipčanska vojska pod poveljstvom faraona Neka II. Babiloniji in Mediji se je pridružil judejski kralj in poskušal ustaviti Nekov pohod, vendar je bil v Megidu poražen in ubit. Faraon Neko II. se je pridružil Ašur-ubalitu II. in leta 609 pr. n. št. oblegal izgubljeni Haran. Oblegovalca sta bila poražena in egipčanska vojska se je umaknila v severno Sirijo. 
Ašur-ubalit II. je bil med obleganjem Harana morda ubit, vendat to ni dokazano. Obleganje je morda preživel in se udeležil zadnje bitke, v kateri so bili ostanki egipčanske vojske in vojske nekdanjega Asirskega cesarstva pri Karkemišu leta 605 pr. n. št. dokončno poraženi. Mogoče je tudi, da je bitko preživel in zatem živel v tajnosti. Iz zgodovine je povsem izginil in označil konec Asirskega cesarstva. 
1. ↑  Approche scientifique d'une chronologie absolue. Arhivirano  9. februarja 2011 na Wayback Machine. (v francoščini)
2. ↑  Geschichte Vorderasiens (v nemščini).
3. ↑  Georges Roux.  Ancient Iraq.

| Ašur-ubalit II.Novoasirska dinastija |                                  |                                 |
| Predhodnik: Sin-šar-iškun            | Kralj Asirije 612–609 pr. n. št. | Naslednik: Babilonci in Medijci |